# План Вуазен
План Вуазен (фр. Plan Voisin) —  проект крупномасштабной перестройки правого берега Парижа, разработанный выдающимся архитектором-новатором Ле Корбюзье между 1922 и 1925 годами. Название по фамилии владельца фирмы автомобилей, одного из немногих поддержавшего проект.

## История

### Проект 1922 года
В 1922 году начинающий архитектор Ле Корбюзье в виде диорамы площадью 100 квадратных метров преподносит посетителям Осеннего салона первый градостроительный план «лучезарного города» — Парижа. Восхитившись Жоржем Османом, он предлагает префекту Парижа продолжить развитие города в соответствии с четырьмя жестокими постулатами: 
1) «разморозить» центр города;
2) увеличить плотность центра города;
3) увеличить городскую активность; 
4) увеличить площади садов и зелёных зон.
На этом плане посетители салона обнаружили город, разделенный на три отдельные части: центральную, деловую и жилую с миллионом жителей; районы заложенные на дальнейшие развитие; периферийный пояс города-сада на два миллиона жителей. Две автострады с большой переходами над ними пересекаются под прямым углом в самом центре города, где 24 небоскреба вокруг аэропорта составляют деловой район.

### Проект 1925 года
Из книги Ле Корбюзье «Градостроительство» (Urbanisme, Le Corbusier, 1924):
«Автомобиль подорвал вековые основы градостроительства. У меня возник план привлечь автомобильных фабрикантов к постройке павильона «Эспри нуво» для Международной выставки декоративных искусств, поскольку этот павильон должен был быть посвящен жилищу и градостроительству».
«Я встретился с руководителями компаний „Пежо“, „Ситроен“, „Вуазен“ и сказал им»:
„Автомобиль убил большой город“.
„Автомобиль должен спасти его“.
«Не хотели бы вы финансировать план перестройки Парижа, который назывался бы „План Пежо, Ситроен и Вуазен“,— план, единственной целью которого было бы привлечь внимание публики к настоящей архитектурной проблеме эпохи? Проблема эта не имеет отношения к декоративному искусству, это вопрос архитектуры и градостроительства: создание здорового крова и городского организма, отвечающего новым условиям жизни, порожденным механизацией».
«Компания „Пежо“ не рискнула вывести свое имя на борту нашей чересчур отважной галеры».
«Г-н Ситроен весьма любезно ответил мне, что он совершенно не понимает смысла моего вопроса и не видит никакой связи между автомобилем и проблемой парижского центра».
Г-н Монжермон, представитель правления компании «Аэропланы Г. Вуазен (Автомобиль)», не колеблясь, согласился взять шефство над исследованиями и над составлением плана, каковой, таким образом, и получил название «План Вуазен».
Новый проект, поддержанный компанией Габриэля Вуазена и получивший его имя, был представлен Ле Корбюзье на Международной выставке современных декоративных и промышленных искусств в 1925 году. В нём Ле Корбюзье предлагал очистить 240 гектаров старой городской застройки по правому берегу. Прежде всего это кварталы, где ютились бедняки. Снеся переуплотненные районы, архитектор оставлял нетронутым остров Ситэ и некоторые важные архитектурные объекты. Вместо старых районов он предложил построить 18 60-этажных небоскребов с крестообразным шлицем (для размещения от 500 000 до 700 000 человек) которые бы располагались на прямоугольной сетке проспектов. На смену тесной застройке с ее социальными проблемами, по мнению архитектора, приходил простор свободного человека. Застраиваемая площадь по проекту составляла всего 5 %, остальная территория отводилась под магистрали, скверы и пешеходные зоны.
«„План Вуазен“ не посягает на историческое прошлое города, являющееся всеобщим достоянием. Больше того, он спасает его. Дальнейшее развитие нынешнего кризиса очень скоро привело бы к уничтожению этого прошлого».
«В этом смысле уже произошло одно важное нарушение психологического порядка: сегодня история Парижа поблекла в нашем сознании, так как новый жизненный уклад навязал памятникам этой истории совершенно не свойственные им функции. Я мечтаю увидеть площадь Согласия спокойной, тихой и безлюдной, а Елисейские поля — местом неторопливых прогулок. „План Вуазен“ высвобождает весь старый город от Сен-Жерве до площади Звезды и возвращает ему тишину и спокойствие».
«Кварталы Марэ, Аршив, Тампль и им подобные должны быть разрушены. Но старые церкви останутся (это будет сделано не с какой-то особой целью, а просто в соответствии с архитектурной композицией) и будут смотреться на фоне зелени. Это будет чарующее зрелище! Конечно, их первоначальное окружение было совсем иным, но нельзя не признать, что нынешнее их обрамление, ни в коей мере не соответствуя первоначальному, выглядит весьма жалким и безобразным».
«На „Плане Вуазен“ среди древесной листвы можно то здесь, то там заметить какой-нибудь отдельный старый камень, аркаду или портик. Они заботливо сохраняются, потому что это либо страницы истории, либо произведения искусства».
«В центре зелёного газона возвышается опрятный и кокетливый особняк эпохи Возрождения. Это один из особняков квартала Марэ, который сохранили или перенесли на новое место; теперь в нем библиотека, либо читальни, либо конференц-зал, либо что-нибудь еще в том же роде».
«„План Вуазен“, покрывая строениями всего лишь 5 процентов городской территории, сохраняет памятники прошлого и создает им гармоничное обрамление: деревья, рощи. Разумеется, вещи тоже смертны, и эти парки будут всего лишь красивым и ухоженным кладбищем. Прогулка по нему будет весьма поучительной, она настроит человека на философский лад, но прошлое перестанет портить людям жизнь, оно займет подобающее ему место».
«„План Вуазен“ не претендует на исчерпывающее решение проблемы центра Парижа. Но он может способствовать тому, чтобы дискуссия по этому поводу была поднята на уровень современных требований, чтобы вопрос рассматривался с более здравых позиций. Часто выдвигаемым бесполезным полумерам он противопоставляет твердые принципы».
— Ле Корбюзье, «Градостроительство» (Le Corbusier, Urbanisme,1924)

### После 1925 года
После отказа властей Парижа от плана Вуазен Ле Корбюзье не сдался и продолжил продвигать свою идею «нового города». На рубеже 1930-х его пригласили в СССР для разработки плана реконструкции Москвы. Основные принципы парижского проекта он перенес и на Москву. План Ле Корбюзье как нельзя лучше отвечал идее зарождающегося социалистического общества: разрушить старый и построить новый мир. Однако реализовать проект Ле Корбюзье помешали финансовые трудности. Страна была бедна. Москва конца 1920-х гг представляла собой кучу разваливающихся деревянных малоэтажек. Без канализации, электричества, с водяными колонками на улицах и редкими брусчатыми мостовыми лишь кое-где в центре города. Не было не только стройматериалов, но даже и дров. Церкви разбирали на кирпичи, деревянные особняки шли на «растопку». Даже новый пятиэтажный дом был для Москвы сродни чуду. Что говорить о небоскребах! Проект Ле Корбюзье оказался слишком передовым и затратным для того времени.
В 1958 году Ле Корбюзье представил своему другу министру культуры Андре Мальро проект создания временного бюро исследований в центре Парижа. Начало президентства Шарля де Голля несло в себе генезис многих архитектурных проектов, которые появились в столице (башня Монпарнас, квартал Италия, Фронт Сены), архитекторы начали позволять себе инновационные проекты.
В 1961 году он посвятил ему книгу — «Les Plans Le Corbusier de Paris». Однако министр предпочёл сохранять и восстанавливать старый Париж и для этого принял «Закон Мальро» от 1962 года, который действует до сих пор. На это в частности повлияла склонность застройщиков к сносу старых зданий. Министр заявил: «В нашей стране будущее не противостоит прошлому, оно воскрешает его». И добавил: «В архитектуре изолированный шедевр является мертвым шедевром». Поэтому вскоре при содействии Пьера Судро Мальро приступил к расчистке почерневших фасадов старых зданий.